# Ilhas Saltee
As ilhas Saltee (Oileán an tSalainn, em gaélico, Na Sailtí em língua irlandesa são um pequeno arquipélago desabitado, situado a 5 km da costa sul do condado de Wexford, na República da Irlanda.
O arquipélago é formado por duas ilhas denominadas Great Saltee (89 hectares) e Little Saltee (40 hectares). As duas ilhas estão desabitadas desde do começo do século XX e são propriedade da família Neale desde 1943.

## Geologia
As ilhas são formadas por rochas pré-cambrianas que datam entre 600 e 2000 milhões de anos de antiguidade. Existem evidências de assentamentos humanos do período neolítico e restos de assentamentos religiosos. Entre os séculos XVI e XIX há provas que foi usado como base por parte de piratas.   

## Fauna
As duas ilhas formam um conjunto com uma das maiores reservas de aves da Irlanda. Muitas espécies de aves marinhas como o ganso-patola, gaivota, cormorão e papagaio-do-mar habitam essas ilhas. Também é possível encontrar colônias de focas.